# Angelo Mascheroni
Pour les articles homonymes, voir Mascheroni (homonymie).
Angelo Mascheroni (Bergame, 1855 - Bergame, avril 1905) est un chef d'orchestre, compositeur, pianiste et pédagogue italien. Angelo est le frère de Edoardo Mascheroni.

## Biographie
Angelo a étudié la musique au Conservatoire de sa ville natale sous la direction d'Alessandro Nini, avec un tel succès qu'à l'âge de dix-neuf ans, il est devenu chef d'orchestre d'une troupe d'opéra. Avec eux, il a fait le tour de l'Italie, de la France et de l'Espagne. Plus tard Mascheroni a passé quelques années en Grèce, en Russie et a ensuite visité toutes les villes d'importance en Amérique du Nord et du Sud. Il a passé cinq ans à Paris pour se perfectionner dans l'art vocal au Conservatoire de Paris avec Léo Delibes pour la composition et Camille Saint-Saëns pour le piano. Quelques années plus tard, il s'est fait un nom en Angleterre et en Amérique.
Lorsque Mascheroni est arrivé à Londres, inconnu, il a éprouvé beaucoup de difficulté à obtenir quelques guinées pour sa chanson For all eternity; mais ce droit d'auteur lorsqu'il a été vendu aux enchères publiques quelques années plus tard, est monté à mille guinées - prix record payé pour un droit d'auteur musical. Parmi ses autres compositions vocales à succès, on trouve: Woodland serenade, with mandolin obbligato, publié en 1892, et Ave Maria, composé au château gallois de madame Patti. Mascheroni est l'auteur de plusieurs arrangements et compositions originales pour mandoline et piano, dont les principaux sont: On the banks of the Rhine, Tarantella, écrite en 1894, publiée par Augener, Londres, Fantasia on Faust (Gounod), et d'autres de même nature. Mascheroni a aussi écrit des obbligatos pour la mandoline dans plusieurs de ses compositions vocales, ainsi que des solos et duos pour mandoline, avec accompagnement de piano.
Mascheroni est surtout célèbre pour son Eternamente pour voix et violon, chanté par Enrico Caruso. Son opéra en deux actes Il mal d'amore, sur un livret de Ferdinando Fontana, tiré de La medicina d'una ragazza malata de Paolo Ferrari, a été écrit en 1898 et représenté à Milan le 30 avril 1898.
Parmi ses élèves, il y a Spýros Samáras.
Mascheroni avait un fils qui a étudié la guitare et la mandoline avec son père, et était soliste de guitare à Londres en 1902.

## Source de la traduction
- (en) Cet article est partiellement ou en totalité issu de l’article de Wikipédia en anglais intitulé « Angelo Mascheroni » (voir la liste des auteurs).